# 神取恭子
神取 恭子（かんどり きょうこ、1977年5月10日 - ）は、フリーアナウンサー。元名古屋テレビ放送（メ〜テレ）の契約アナウンサー。NTBに所属していた。愛知県西尾市出身。椙山女学園大学短期大学部卒業。血液型A型。

## 来歴
短大卒業後、トヨタ自動車に3年間勤め、名古屋タレントビューローに所属。かつて存在していた名古屋タレントビューロー公式サイト内のプロフィールページによれば、前職は秘書だったとのことである。
活動開始当初は東海テレビの情報番組『すっぴんテレビ』でリポーターを務めていたが、2002年4月に名古屋テレビへ出向。2016年3月まで同局の契約アナウンサーを務めた。
第5回ANNアナウンサー賞「原稿のあるもの部門」で優秀賞を受賞。
名古屋テレビ退社後も同局でナレーションを担当するほか、 椙山女学園大学文化情報学部メディア情報学科で非常勤講師を務めている。
2020年から2022年頃はメ〜テレNEWSのニュース担当アナウンサーとしても出演していた。

## 過去の担当番組
特記なきものは名古屋テレビ（メ〜テレ）の番組
- すっぴんテレビ（東海テレビ、金曜リポーター）
- 名古屋テレビニュース
- TRYあんぐる（水曜「行列・人気・うまい店」担当）
- 特選朝いち どですか! （木曜「丸中食品センター中継」担当・「メ〜テレNEWS」担当）
- メ〜テレワイドスーパーJチャンネル（月曜「週刊 美 Style」担当）
- メ〜テレワイド ウルたま（リポーター）
- UP! （リポーター）
- アナchu!
- ドデスカ!
- 昼まで待てない! （「先ドリシネマ」担当）
- ザキロバ!アシュラのススメ （ナレーター）
- デルサタ （ナレーター）
- ゆるしゃち （ナレーター）
- BOMBER-E （ナレーター）
- メ〜テレNEWS